# Mike Nazaruk
 Mike Nazaruk  va ser un pilot estatunidenc de curses automobilístiques nascut el 2 d'octubre del 1921 a Newark, Nova Jersey.
Nazaruk va guanyar diversos campionats en diferents categories fins a arribar a córrer a la Champ Car a les temporades 1951-1954 incloent-hi la cursa de les 500 milles d'Indianapolis d'aquests anys (menys la de 1952).
Mike Nazaruk va morir l'1 de maig del 1955 a un accident disputant una cursa a Langhorne, Pennsilvània.

## Resultats a la Indy 500
| Any    | Cotxe  | Sortida | Vel. mitja | Ranking | Final  | Voltes | V. líder | Retirat   |
| ------ | ------ | ------- | ---------- | ------- | ------ | ------ | -------- | --------- |
| 1951   | 83     | 7       | 132.183    | 27      | 2      | 200    | 0        | Va acabar |
| 1953   | 83     | 23      | 135.706    | 26      | 21     | 146    | 0        | Motor     |
| 1954   | 73     | 14      | 139.589    | 5       | 5      | 200    | 0        | Va acabar |
| Totals | Totals | Totals  | Totals     | Totals  | Totals | 546    | 0        |           |

| Curses       | 3 |
| Poles        | 0 |
| Voltes líder | 0 |
| Victòries    | 0 |
| Top 5        | 2 |
| Top 10       | 2 |
| Retirades    | 1 |

## A la F1
El Gran Premi d'Indianapolis 500 va formar part del calendari del campionat del món de la Fórmula 1 entre les temporades 1950 a la 1960.
Els pilots que competien a la Indy durant aquests anys també eren comptabilitats pel campionat de la F1.
Mike Nazaruk va participar en 3 curses de F1, debutant al Gran Premi d'Indianapolis 500 del 1951.

### Palmarès a la F1
- Participacions: 3
- Poles: 0
- Voltes Ràpides: 0
- Victòries: 0
- Pòdiums: 1
- Punts vàlids per la F1: 8